# Johan Abrahamsson
Johan Olof Abrahamsson, född 3 juni 1971 i Norra Härene församling, Skaraborgs län, är en svensk moderat politiker och kommunalråd. Sedan maj 2012 är han kommunstyrelsens ordförande i Mariestads kommun. Han var dessförinnan oppositionsråd sedan 2006. Utanför politiken är Abrahamsson egenföretagare inom turism och restaurang.
Abrahamsson var förbundsordförande för Moderaternas länsförbund i Västra Götaland 2019–2024. Han avgick efter att ha fått kritik för att ha delat rasistiska och sexistiska bilder i en privat chatt med en partikamrat.
Han har bland annat arbetat med miljöpolitiska frågor, och deltog i november 2021 vid We don't have time, en fristående organisation utan koppling till FN, som höll en egen konferens i Glasgow i samband med klimatkonferensen COP26. I januari 2022 blev ett av Abrahamssons tal från detta möte viralt på grund av hans bristande engelskkunskaper.
Abrahamsson har drivit frågan om att begränsa strandskyddet.